# 성세정
성세정(成世正, 1967년 11월 1일~)은 대한민국의 아나운서이며, KBS 한국어 진흥원 원장이다

## 학력
- 경문고등학교(86년 졸)
- (86년 3월 입학) 서울대학교 정치학과 학사 졸업

## 경력
- 1993년: KBS 19기 공채 아나운서
- 서울대 '선한인재 이어달리기' 캠페인 100억원 달성(출신 동문) 홍보대사
- 2009년 ~ 2011년: 제13대 한국아나운서연합회 회장
- 2015년 12월: KBS 편성본부 아나운서실 아나운서2부장
- 2016년 5월: KBS 아나운서실 아나운서2부장
- 2024년 9월: KBS 한국어 진흥원 원장

## 진행

### 텔레비전
| 연도       | 방송사     | 프로그램                | 담당         | 진행 기간                                 | 비고 |
| ---------- | ---------- | ----------------------- | ------------ | ----------------------------------------- | --- |
| 1993~ 1994 | KBS1       | KBS 뉴스 (주말 낮 12시) | 임시진행     |                                           | 주말 낮 12시(토요일~일요일(휴일)) |
| 1996~ 1998 | KBS1       | KBS 스포츠 9 - 평일     | 진행         | 1996년 3월 4일~1998년 10월 9일            | 舊 <KBS 스포츠 뉴스 (1TV)> 진행 당시 |
| 1999 ~2001 | KBS1       | KBS 스포츠 9 - 평일     | 진행         | 1999년 12월 27일~2001년 4월 27일          | 이후 <KBS 뉴스 9> 의 - '스포츠 뉴스 코너' 통합 후 진행 당시 |
| 1997       | KBS2       | 가족오락관              | 게스트       | 1997년 7월 2일                            | 남성팀 도전자 |
| 2000       | KBS1       | 가족오락관              | 게스트       | 2000년 10월 21일                          | 남성팀 도전자 |
| 2002       | KBS1       | 가족오락관              | 게스트       | 2002년 3월 2일                            | 남성팀 도전자 |
| 2002       | KBS1       | 가족오락관              | 게스트       | 2002년 8월 17일                           | 남성팀 도전자 |
| 2003       | KBS1       | 가족오락관              | 게스트       | 2003년 11월 1일                           | 남성팀 도전자 |
| 2004       | KBS1       | 가족오락관              | 게스트       | 2004년 1월 24일                           | 남성팀 도전자 |
| 2004       | KBS1       | 가족오락관              | 게스트       | 2004년 5월 8일                            | 남성팀 도전자 |
| 2004       | KBS1       | 가족오락관              | 게스트       | 2004년 8월 7일                            | 남성팀 도전자 |
| 2007       | KBS1       | 가족오락관              | 게스트       | 2007년 9월 1일                            | 남성팀 도전자 |
| 1997       | KBS2       | TV로 만나는 세상        | 진행         |                                           | |
| 1998       | KBS2       | KBS 스포츠 중계석       |              |                                           | |
| 1998       | KBS2       | 경제 주부가 나섭시다    | 진행         |                                           | |
| 1999       | KBS1       | 노래하는 우체국         |              |                                           | |
| 2002       | KBS2       | TV는 사랑을 싣고        | 출연         | 2002년 2월 3일                            | 386회 |
| 2001       | KBS1       | 사랑의 리퀘스트         | 진행         | 2001년 5월 5일~2001년 11월 3일            | |
| 2001       | KBS2       | 생방송 세상의 아침      | 진행         |                                           | 토요일 |
| 2014       | KBS2       | 사랑의 가족             | 임시진행     | 2014년 5월 19일~2014년 5월 23일           | 최단기간 임시진행 |
| 2004       | KBS2       | 도전! 주부가요스타      | 진행         |                                           | |
| 2004       | KBS1       | 실업탈출 국민운동본부   | 특별진행     |                                           | |
| 2003       | KBS코리아  | 시간여행 역사속으로     | 진행         |                                           | |
| 2004       | KBS코리아  | 도전 역사퀴즈           | 진행         |                                           | |
| 2005       | KBS2       | 행복한 밥상             | 진행         |                                           | |
| 2005       | KBS2       | 구수한 세상 누룽지      | 진행         | 2005년 5월 14일~2005년 7월 2일            | |
| 2013       | KBS2       | KBS 아침뉴스타임        | 임시앵커     | 2013년 11월 28일                          | [ 1 ] |
| 2008~2013  | KBS1       | 6시 내고향              | 진행         | 2008년 11월 17일~2023년 4월 5일           | |
| 2017~2018  | KBS1       | 6시 내고향              | 임시진행     | 2017년 9월 4일~2018년 1월 23일            | 6356회~6451회 |
| 2021       | KBS1       | 6시 내고향              | 특별출연취소 | 2021년 5월 17일                           | 30주년 특집 부 별 역대 mc 중 특별출연취소 |
| 2017~2018  | KBS1       | 우리말 겨루기           | 임시진행     | 2017년 9월 25일~2018년 2월 12일           | 685회 ~ 703회 |
| 2023       | KBS1       | 아침마당                | 진행취소     | 2023년 5월 1일                            | 9382회 월요토크쇼 명불허전 《연예계 별별 ★ 홍보대사》(새 남자MC 진행취소) |
| 2023       | KBS1       | 아침마당                | 임시진행취소 | 12월 4일 ~ 12월 7일 12월 11일 ~ 12월 14일 | 9535회 월요토크쇼 명불허전 《딸 부자 vs 아들 부자》 편 ~ 9538회 목요특강 4인4쌤(《몸이 아파요》 9540회 월요토크쇼 명불허전 《대를 잇는 위대한 유산》 편 ~ 9543회 목요특강 4인4쌤(《중독이 뭐길래》 |
| 2024       | KBS1       | 아침마당                | 임시진행취소 | 1월 30일 ~ 2월 1일                        | 9576회 화요초대석<끝없이 배움의 길을 가는 아름다운 배우 김혜정 탤런트 / 친족 성폭력 생존자에서 아픔을 치유하는 상담사로! 김영서 심리상담사> ~ 9578회 목요특강 4인4쌤《나이아 가라》                |
| 2024       | KBS1       | 아침마당                | 임시진행취소 | 9월 9일 ~ 9월 13일                        | 9735회<월요토크쇼 명불허전<별이 된 트로트 전설, 故 현철> ~ 9738회 꽃피는 인생수업《몸의 혁명, 해독》                                                                                               |
| 2024       | KBS춘천1TV | 지명수배                | 출연         |                                           | |

### 라디오
- KBS 2FM 《성세정의 0시의 스튜디오》
- 2018년: KBS 1라디오 《생방송 일요일 아침입니다》(2018년 6월 3일~2019년 9월 15일)
- 2021년: KBS 3라디오 《오늘의 신문》